# Tongagraven

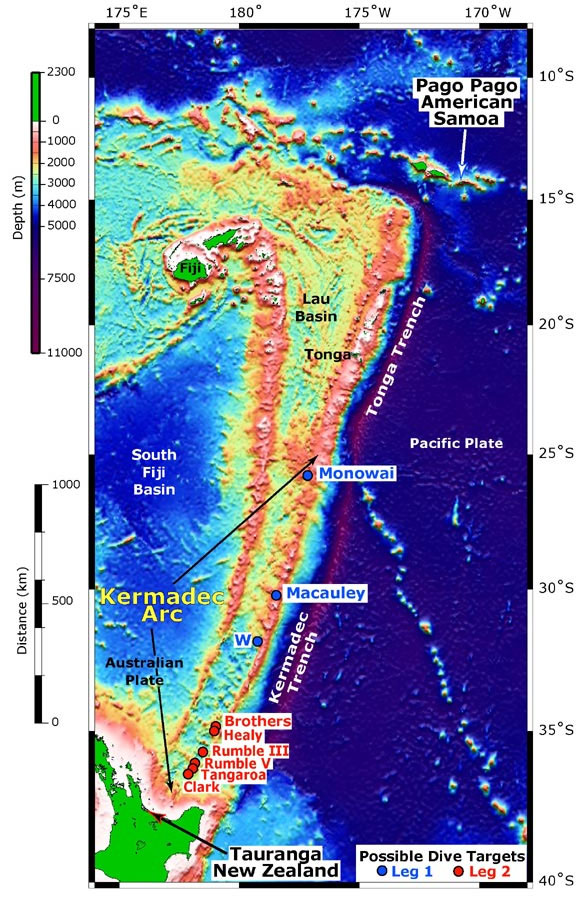
Tongagraven och Kermadecgraven utmärks av en mörkröd linje på kartan. Djuphavsbergkedjans förbindelse markerar gränsen mellan Tongagraven och Kermadecgraven.

Tongagraven är en djuphavsgrav belägen i södra Stilla havet, nära arkipelagen Tonga. Med ett maxdjup på cirka 10 890 meter är det den näst djupaste djuphavsgraven i världen, efter Marianergraven. Tongagraven är den mest seismiskt aktiva djuphavsgraven i världen. Tillsammans med Kermadecgraven utgör Tongagraven en subduktionszon, i vilken stillahavsplattan sjunker under den indoaustraliska kontinentalplattan med en hastighet på 15–24 centimeter per år. Det är den högsta konvergenshastigheten som uppmätts på jorden, och förmodas vara en faktor bakom den kraftiga seismiska aktiviteten på stillahavsplattan.
I Tongagraven befinner sig en radioisotopgenerator från månlandaren som användes vid Apollo 13-uppdraget. Den visar inga tecken på radioaktiva utsläpp.